# بنجامین گولر
بنجامین گولر (انگلیسی: Benjamin Goller؛ زادهٔ ۱ ژانویهٔ ۱۹۹۹) بازیکن فوتبال اهل آلمان است.
وی همچنین در تیم‌های ملی فوتبال جوانان آلمان، جوانان آلمان، و زیر ۲۰ سال آلمان بازی کرده‌است.